# 何塞·波萨达·埃雷拉
何塞·波萨达·埃雷拉（西班牙語：José Posada Herrera，1814年3月31日—1885年9月7日) ，西班牙法学家、政客。他曾任众议院议长、首相、参议员等职。

## 生平
1814年3月31日出生于利亚内斯的一个贵族家庭。大学学习法律和经济学。1838年任奥维耶多大学教授。1839年开始参加政治活动，加入进步党。1842年退出进步党，加入温和党。1843年任奥维耶多大学行政学院教授。
1858年任内政大臣。1864年至1865年任西班牙皇家法学院院长。1865年再次担任内政大臣。1865年至1868年任马德里雅典耀大学校长。1868年任西班牙驻圣座大使。他参与了《1869年宪法》和《1876年宪法》的起草工作。1876年至1878年任众议院议长。1881年任国务委员会主席。1881年至1883年任众议院议长。1883年至1884年任首相。1884年至1885年任参议院议员。
1885年9月7日于利亚内斯去世，享年71岁。

## 荣誉
- 西班牙皇家道德与政治学院院士（1857）
- 西班牙皇家法学院院士（1864）
- 金羊毛骑士团